# Gustavo Bentos
Gustavo Alberto Bentos Gómez (Montevideo, Uruguay, 14 de diciembre de 1976) es un exfutbolista uruguayo. Jugaba de delantero y militó en diversos clubes de Uruguay, Chile, Bolivia, Israel y Estados Unidos.

## Clubes
| Club                 | País           | Año       |
| -------------------- | -------------- | --------- |
| Bella Vista          | Uruguay        | 1992-1997 |
| Progreso             | Uruguay        | 1998      |
| Montevideo Wanderers | Uruguay        | 1999      |
| San Marcos de Arica  | Chile          | 2000      |
| Deportes La Serena   | Chile          | 2001      |
| Magallanes           | Chile          | 2002      |
| San Marcos de Arica  | Chile          | 2003      |
| Santiago Wanderers   | Chile          | 2003      |
| Real Potosí          | Bolivia        | 2004      |
| Fernández Vial       | Chile          | 2005      |
| Deportes Temuco      | Chile          | 2005      |
| Maccabi Tel Aviv     | Israel         | 2006      |
| Deportes Copiapó     | Chile          | 2007      |
| Charlotte Eagles     | Estados Unidos | 2008-2010 |